# 베다 앤 보그
베다 앤 보그(Veda Ann Borg, 1915년 1월 11일 ~ 1973년 8월 16일)는 미국의 배우, 모델, 영화배우, 텔레비전 배우이다.
보스턴에서 태어났으며 할리우드에서 사망하였다. 사인은 암이다.

## 영화
- 알라모 (1960년)
- 더 피어메이커스 (1958년)
- 독수리의 날개 (1957년)
- 크라이 투마로우 (1955년)
- 사랑하거나 떠나거나 (1955년)
- 아가씨와 건달들 (1955년)
- 쓰리 세일러스 앤 어 걸 (1953년)
- 애보트와 코스텔로- 크리스마스 쇼 (1952년)
- 빅 짐 맥레인 (1952년)
- 줄리아 미스비헤이브 (1948년)
- 마더 워 타이츠 (1947년)
- 독신남 (1947년)
- 밀드레드 피어스 (1945년)
- 아이리쉬 아이스 알 스마일링 (1944년)
- 썸딩 투 샤우트 아바웃 (1943년)
- 아이 매리드 언 엔젤 (1942년)
- 홍키 통크 (1941년)
- 샤도우 (1940년)
- 멜로디 랜치 (1940년)
- 히트 퍼레이드 오브 1941 (1940년)
- 비터 스윗 (1940년)
- 잠수함 D-1 (1937년)
- 키드 갈라드 (1937년)